# Chiesa di San Carlo Borromeo (Avio)
La chiesa di San Carlo Borromeo è una chiesa sussidiaria di Sabbionara, frazione di Avio in Vallagarina, Trentino. Fa parte della parrocchia di San Bernardino quindi rientra nella zona pastorale della Vallagarina dell'arcidiocesi di Trento  e risale al XVII secolo.

## Storia

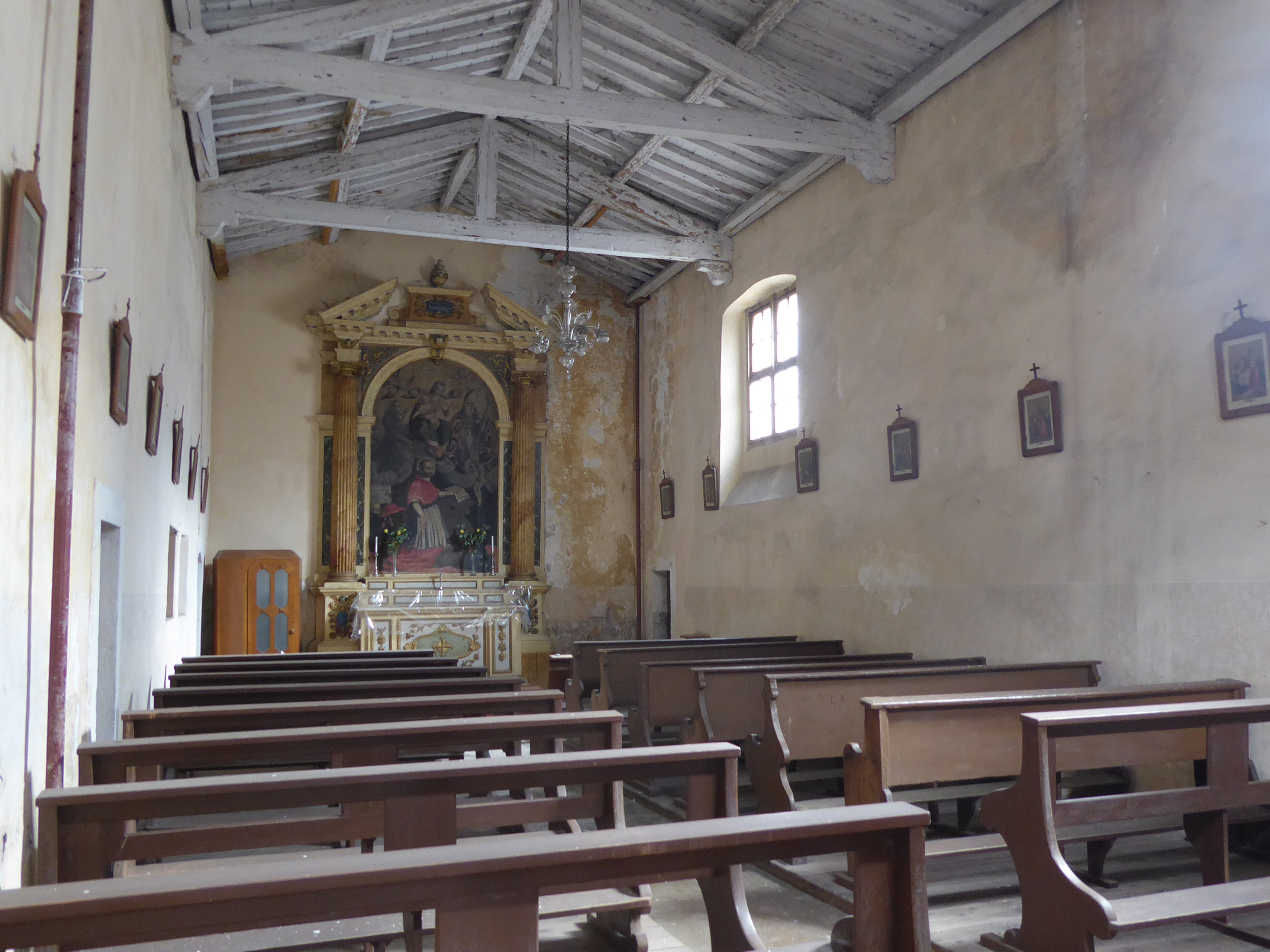
Interno

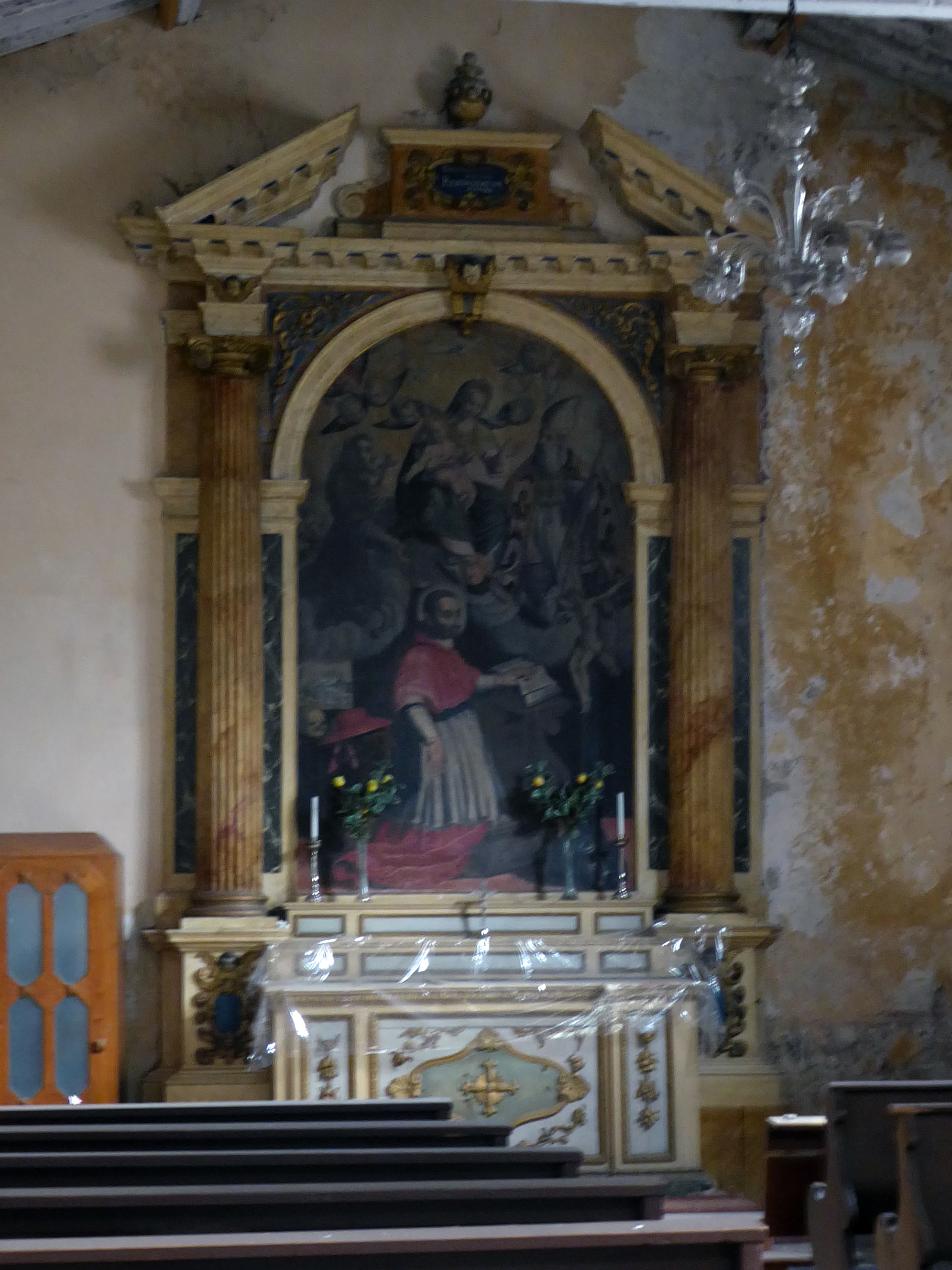
Altare

La costruzione della chiesa risale al 1613, quando venne edificata per divenire il mausoleo della famiglia Meschini di Sabbionara, e tre anni più tardi venne consacrata.
Nel 1663 venne sopraelevato il campanile, già presente dall'anno della costruzione dell'edificio.
Durante il primo conflitto mondiale venne sconsacrata ed utilizzata a scopi bellici, e fu danneggiata in molte parti.
Dopo la fine del conflitto la chiesa venne riutilizzata per le funzioni religiose e con la metà del XX secolo venne rifatta una nuova sacrestia, poiché la precedente era stata abbattuta per necessità viarie. 
Nel 2009 è stato restaurato il tetto.

## Descrizione

### Esterni
L'edificio si trova nel centro di Fraviano e mostra una facciata a capanna semplice, a due spioventi. Il portale di accesso è architravato, affiancato da due piccole finestre rettangolari basse e sormontato in asse da una finestra a lunetta che porta luce alla sala. Mortra orientamento verso nord. La torre campanaria sorge sul lato nord ed ha una copertura a piramide.

### Interni
La navata interna è unica e comunica con la sagrestia che ha volta a botte. Le pareti sono prive di decorazioni.